# HSP60
La heat shock protein 60 o HSP60 è una proteina, del peso di 60 kDa, facente parte della famiglia delle chaperonine, adoperate dalla cellula per il corretto ripiegamento di altre proteine. È studiata principalmente nei batteri, dove la struttura polimerica, formata da 14 subunità organizzate in due anelli da 7 subunità ciascuna, è chiamata proteina GroEL.

## Descrizione
È definita Hsp poiché è stata rilevata durante studi di denaturazione delle proteine mediante calore. Le Hsp 60 sono proteine che facilitano il processo di folding di proteine nascenti e si legano ai substrati che non hanno una conformazione corretta evitandone l'aggregazione e la precipitazione.
Le subunità di Hsp60 sono organizzate a formare due anelli delimitanti una cavità centrale, formando una struttura simile a un cilindro all'interno del quale la proteina deve essere ripiegata attraverso un dispendio di energia (data dall’idrolisi dell'ATP).